# Rohel (Achtkarspelen)
Rohel (Fries: Reahel, [rɪ.ə’hɛl]) is een buurtschap in de gemeente Achtkarspelen in de Nederlandse provincie Friesland. Het ligt tussen Buitenpost en Augustinusga. De buurtschap ligt aan de noordoever het Prinses Margrietkanaal tussen de buurtschappen Blauwverlaat en Monniketille. Rohel bestaat anno 2019 uit zo'n 13 huizen en twee bedrijven, waaronder een jachtwerf.

## Etymologie
De herkomst van de naam Rohel is niet geheel zeker. Het meest waarschijnlijk is dat de naam afgeleid is van een scheepswerf die zich hier bevond: de Rode Helling. Abraham Jacob van der Aa vermeldde in zijn Aardrijkskundig Woordenboek der Nederlanden uit 1839-'51 ook dat deze werf een dak had met rode dakpannen. Een andere verklaring kan de rode kleur van het water zijn. De grond is hier namelijk erg ijzerhoudend, hetgeen het water roodbruin kleurt. Zo ligt ten oosten van Rohel ook een gebied met de naam 'IJzermieden'. Het deel 'hel' kan vervolgens verwijzen naar een petgat, een laagliggend stuk land of een zetwal (een strook land tussen petgaten waar men turf op kon laten drogen).

## Geschiedenis
Het latere Kolonelsdiep bestond al voor 1508 als Olde diep. Onder stadhouder Caspar de Robles werd in 1575-'76 gewerkt aan een vaarverbinding tussen Briltil en de Lauwers, maar pas in 1595 kwam die verbinding als Cornelsdiep echt tot stand. Hieraan ontleende ook het kanaal tussen Stroobos en het Bergumermeer de naam Kolonelsdiep of Caspar de Roblesdiep, in het Fries Knillesdjip. Dit kanaal maakt tegenwoordig deel uit van het Prinses Margrietkanaal. In 1748-'49 werd de nieuwe Surhuisterveenstervaart (Fries: Feansterfeart) naar het Kolonelsdiep gegraven om het turf uit de veengebieden rond Surhuisterveen gemakkelijker af te kunnen voeren. Er woonde een flink aantal schippers in Surhuisterveen die turf vervoerden dus de plek waar deze vaart uitkwam op het Kolonelsdiep was een strategische plaats voor een scheepswerf. Hier ontstond dan ook Rohel. In hetzelfde jaar 1748 vestigde zich een schuitmaker bij Rohel. In 1749 waren het er al twee. In 1757 is er sprake van een herberg Roodhuiske, welke waarschijnlijk op de linkerhoek van het Kolonelsdiep en de Feansterfeart stond.

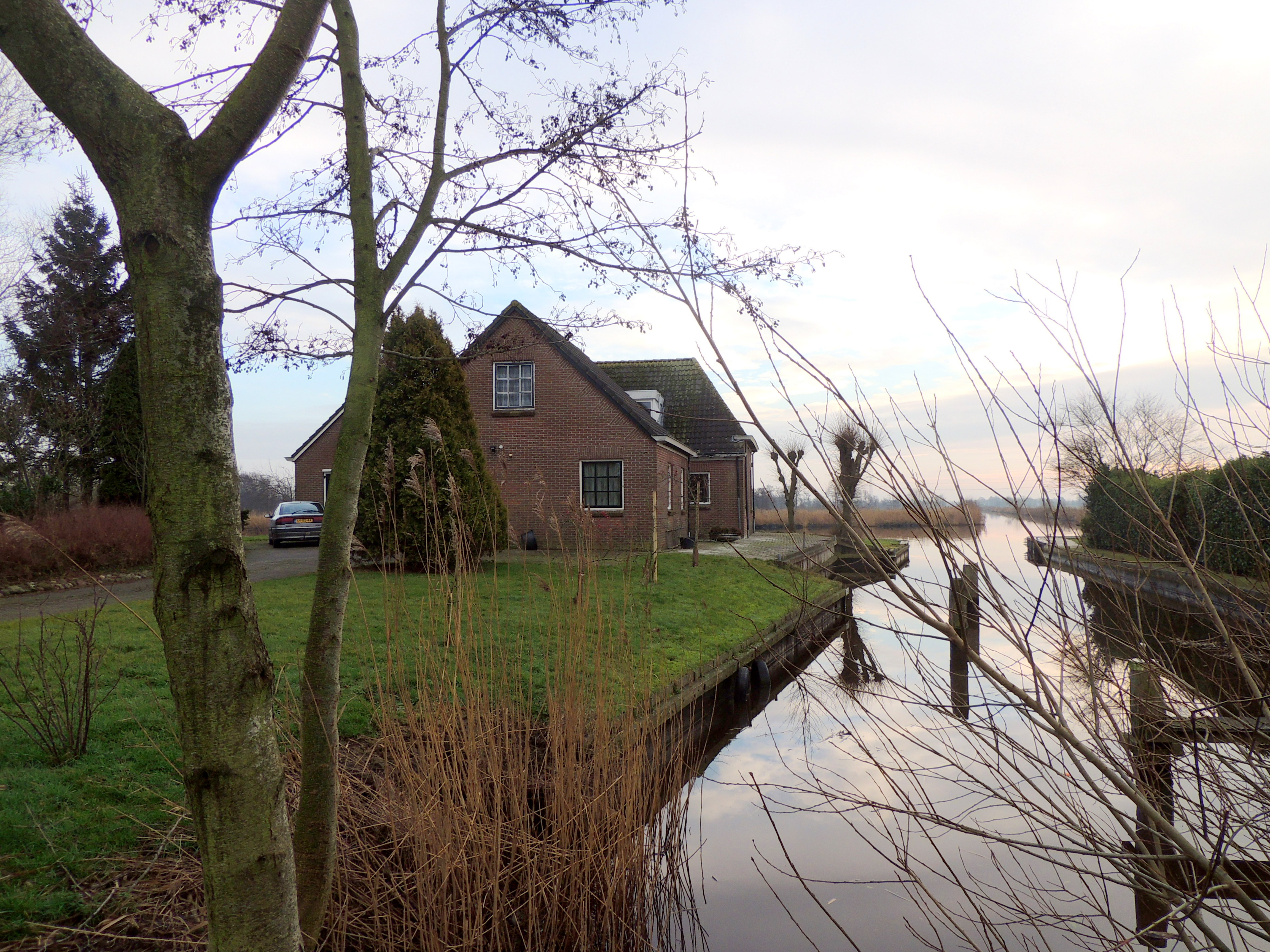
Huis te Rohel met op de achtergrond het begin van de Feansterfeart en overdwars het Prinses Margrietkanaal

Een kaart uit 1763 laat zien dat Rohel uit 8 huizen en scheepswerf de Rode Helling bestond. De scheepswerf stond met 7 huizen aan de noordkant van het kanaal, waarvan één tot Augustinusga behoorde. Eén huis stond ten zuiden van het kanaal, te westen van de Feansterfeart. Een kaart uit 1830 toont dat de buurtschap behoorlijk gegroeid is. Rohel bestond toen namelijk uit 19 huizen, waarvan 14 tot Harkema-Opeinde behoorden en 5 tot Augustinusga. 7 van de 19 stonden ten zuiden van het kanaal. Deze huizen zijn allemaal verdwenen door latere verbredingen van het kanaal.
Oorspronkelijk behoorde het grootste deel van Rohel tot Harkema-Opeinde en een klein deel tot Augustinusga. Harkema lag vroeger namelijk meer naar het noorden en de grens van het dorp lag destijds bij Lutkepost. Toch was Harkema zeer dunbevolkt en waren de inwoners voor voorzieningen aangewezen op Drogeham. Rohel had nog geen landwegen en de bewoners konden dus niet naar Blauwverlaat of Lutkepost. Men kon met een schouw over het kanaal gezet worden en langs de Feansterfeart lopen. Om vervolgens Drogeham en Augustinusga te bereiken, moest men dwars door de landen en over zes sloten middels planken. Pas rond 1905 kwam de 'Rohelsterweg' naar Lutkepost en nog later de wegen maar Blauwverlaat en Munneketille.
Van 1763 tot 1766 is de grens van Rohel nog reden geweest tot strijd tussen de diakenen van Harkema-Opeinde en Drogeham en die van Augustinusga. Beide partijen wilden namelijk geen zorg dragen voor het onderhouden van de huishoudens van Hendrik Roels te Rohel en van Lykle Jans in de Woudmieden bij Lutkepost. De diakenen van Harkema-Opeinde en Drogeham stelden dat de huishoudens onder Augustinusga vielen. De diakenen van Augustinusga stelden dat ze in Harkema-Opeinde woonden. Het Hof van Friesland heeft uiteindelijk besloten dat beide huishoudingen onder Harkema-Drogeham vielen. In 1921 werden de grenzen binnen de gemeente Achtkarspelen verlegd en kwam heel Rohel bij Augustinusga.

### Werf de Rode Helling (Kuiper werf)

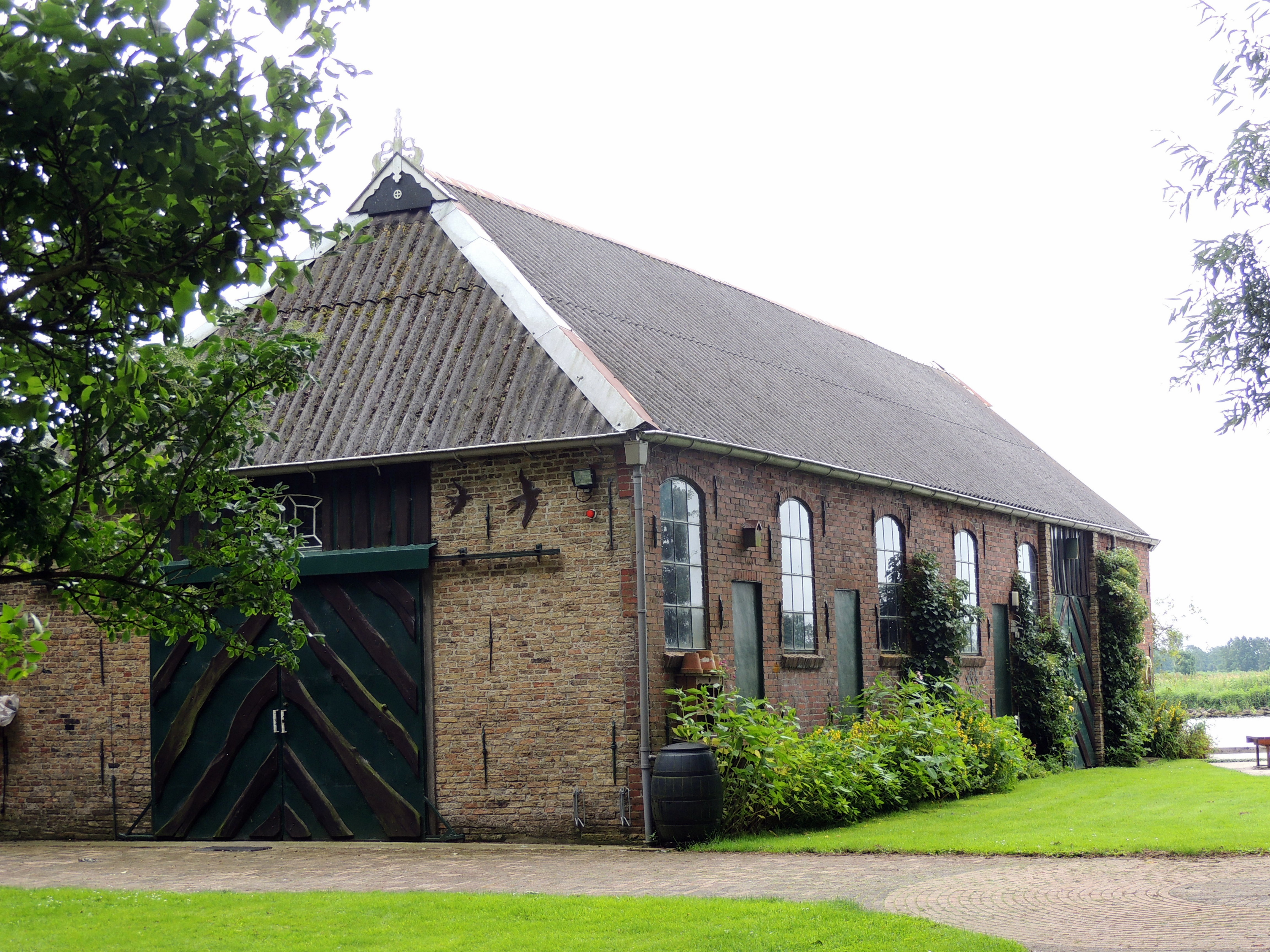
Scheepswerf Kuipers te Rohel

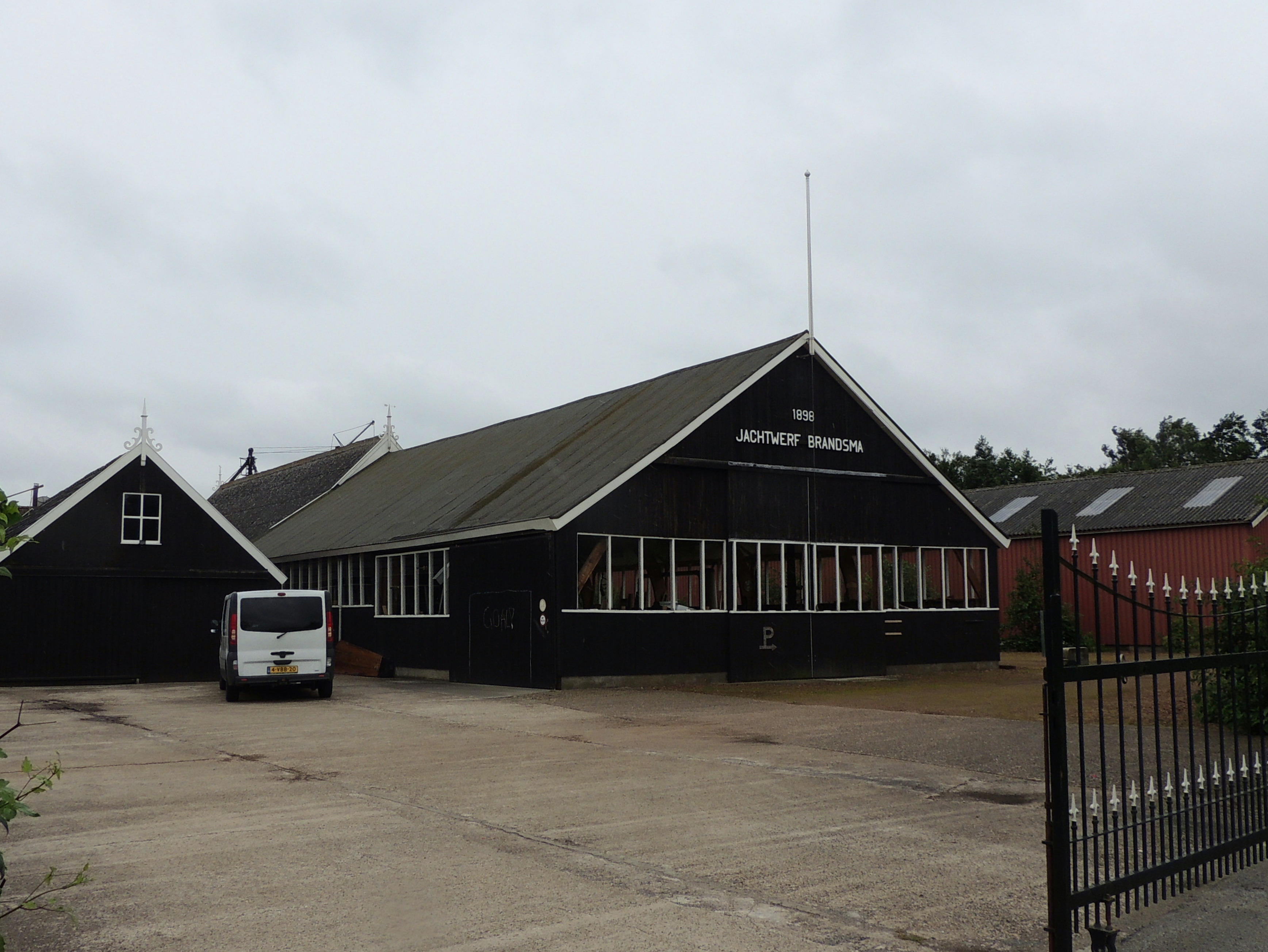
Jachtwerf Brandsma te Rohel

In 1760 is er sprake van 3 schuitmakers in Rohel. De derde, Jan Edses, was waarschijnlijk de eigenaar van de Rode Helling en de andere twee waren waarschijnlijk bij hem in dienst. In 1813 wonen er reeds 8 mensen die betrokken waren bij de scheepsbouw, dit waren er 9 in 1830. De werf wisselde vele malen van eigenaar tot 12-5-1907. In 1870 werd Jan Lykeles Hoekstra eigenaar en na zijn dood in 1907 verkocht zijn weduwe de werf aan Eduard Roelf Kuiper uit Nietap. Kuipers vader was ook scheepsbouwer en zelf was hij zeer bedreven in het vak. Tot 1949 was de werf volop in gebruik. Hij legde zich toe op stalen schepen en maakte onder andere pramen en bokken, maar hij bouwde ook aken, tjalken, snikken en motorboten. Later werden alleen kleine werkzaamheden uitgevoerd. Eind jaren 60 werd de werf verkocht omdat Kuiper geen opvolger had.

### Brandsma werf
De Brandsma werf dateert waarschijnlijk van rond 1830. Jan Oeges Hoekstra was destijds eigenaar en hij verkocht de werf in 1832 aan zijn zwager Gerben Wiebes Hazenberg. In 1843 werd de werf verkocht aan Lykele Oeges Hoekstra, de broer van Jan Oeges. Zijn zoon Andries Lykeles, broer van de eerder genoemde Jan Lykeles Hoekstra, neemt de werf in 1879 over en is eigenaar tot zijn dood in 1896. 17 jaar lang bezitten de broers dus beide werven. In 1897 ging de werf failliet en snel daarna kwam het in het bezit van Jan Brandsma uit Franeker. De werf is nog steeds in handen van deze familie, al worden er geen schepen meer gebouwd.

## Geografie
Rohel ligt aan de gelijknamige weg 'Reahel' langs het Prinses Margrietkanaal. De weg naar het oosten heet vervolgens 'Blauforlaet' en komt langs de buurtschap Blauwverlaat alvorens de weg aansluit op de N358 (Bruggelaan) en verdergaat als 'Kolonelsdiep'. Het eerstvolgende dorp ten oosten van Rohel is Gerkesklooster. Aan de oostkant ligt de buurtschap Munneketille en nog verder naar het westen liggen de dorpen Kootstertille en Twijzel. Ten zuiden liggen van oost naar west de dorpen: Augustinusga, Harkema en Drogeham. De buurtschap ligt in een uitgebreid gebied van mieden tussen Buitenpost, Surhuisterveen en Grootegast.
In 1879 is ten noorden van Rohel de Rohelsterpolder aangelegd. Men kocht een perceel waar vervolgens een molen en een molenaarswoning op gebouwd werden. Deze windmolen pompte het water uit het laaggelegen gebied. Zo ging het gebied over van moeras naar landbouwgebied. Deze molen brandde in 1914 af na een blikseminslag en werd vervangen door een stoomgemaal. Men bouwde een ketelhuis met pijp. Rond 1936 (in de crisisjaren) bleek het gemaal erg duur door het grote verbruik van steenkool. Het stoomgemaal werd daarom vervangen door dieselmotor, welke alweer in 1946 ingeruild werd voor een elektrisch gemaal. Heden ten dage laat men de natuur weer haar gang gaan en staat het gebied weer gedeeltelijk onder water.
Dorpen: Augustinusga · Boelenslaan · Buitenpost · Drogeham · Gerkesklooster · Harkema · Kootstertille · Stroobos · Surhuisterveen · Surhuizum · Twijzel · Twijzelerheide

Buurtschappen: Barghiem · Blauwhuis · Blauwverlaat · Buweklooster · Buwetille · De Kooten · De Laatste Stuiver · Dijkhuizen · Egypte · Gerben Allesverlaat · Hamsterpein · Hamshorn · Hiltjemoeiswouden · Jachtveld · Kortwoude · Kuikhorne (deels) · Lutkepost · Monniketille · Ophuis · Opperkooten · Rohel · Roodeschuur · Surhuizumer Mieden · Uitland · Vierhuizen · Westerend · Wildpad (deels) · Wildveld

Friesland: Steden en dorpen      Nederland: Provincies · Gemeenten